# Hembygdens Vänner i Sjundeå
Hembygdens Vänner i Sjundeå rf är en finländsk hembygdsförening baserad i Sjundeå. Föreningen bildades år 1914. Hembygdens Vänner i Sjundeå värnar om Sjundeås historia, samlar och bevarar föremål och handlingar, som hör ihop med Sjundeå samt ger uppgifter om Sjundeås historia. Föreningen upprätthåller ett hembygdsmuseum i Sjundeå kyrkby. Hembygdens Vänner i Sjundeå är en svenskspråkig förening.

## Historia
Hembygdens Vänner i Sjundeå bildades på ett möte på Pickala folkskola i Sjundeå den 13 september 1914 under första världskriget. Personer som var med att grunda föreningen var bland annat Axel Lille, Ivar Hortling och Henrik Lindeberg.
År 2014 fyllde Hembygdens Vänner i Sjundeå 100 år.

## Böcker
Hembygdens Vänner i Sjundeå har publicerat flera böcker. Några av dessa är:
- Sjundeå sockens historia (delar I - III), 1953, 1964
- Hembygdens vänner i Sjundeå R.F.: historisk överblick över föreningens verksamhet åren 1914-1984 : Fanjunkars
- Titthål, bilder och berättelser från det gamla Sjundeå, 2014